# Aeroportul Zhezkazgan
Aeroportul Zhezkazgan (IATA: DZN, ICAO: UAKD) este un aeroport din Jezkazgan⁠(d), Ulytau Region⁠(d), Kazahstan ce deservește zona Jezqazğan⁠(d). Aeroportul a fost tranzitat în 2018 de 33.898 de pasageri.
Situat la o altitudine de 381 m, aeroportul dispune de o singură pistă.